# Zêqog
Zêkog (chữ Tạng: རྩེ་ཁོག་རྫོང་; Wylie: rtse khog rdzong; ZWPY: zêkog zong; tiếng Trung: 泽库县; bính âm: Zékù Xiàn, Hán Việt: Trạch Khố huyện) là huyện có diện tích lớn thứ hai của châu tự trị dân tộc Tạng Hoàng Nam, tỉnh Thanh Hải, Trung Quốc. Dân cư trong huyện chủ yếu là người Tạng và huyện lị là trấn Chak Qu, độc cáo trung bình của Zekog là 3700 m trên mực nước biển.

### Trấn
- Trạch Khúc (泽曲镇0
- Mạch Tú (麦秀镇)

### Hương
- Ninh Tú (宁秀乡)
- Hoà Nhật (和日乡)
- Vương Gia (王家乡)
- Tây Bốc Sa (西卜沙乡)
- Đa Hoà Mậu (多禾茂乡)